# Artemisia maximovicziana
Artemisia maximovicziana là một loài thực vật có hoa trong họ Cúc. Loài này được (Schum.) Krasch. ex Poljakov mô tả khoa học đầu tiên năm 1955.